# Franz Krombach
Franz Krombach (27. července 1853 Mnichov – 27. března 1908 tamtéž) byl německý malíř. Ve své tvorbě se soustředil především na křížové cesty a oltářní obrazy.

## Život
Jeho rodiče se jmenovali Georg a Creszenzia Krombachovi. O jeho profesním vzdělání není známo mnoho informací. Roku 1870 byl povolán k armádě a o dva roky později byl na rok a půl uvězněn za odmítnutí poslušnosti, propuštěn byl 7. března 1874. Roku 1878 se oženil s Marií Margaretou Hofrichterovou, dcerou zedníka z Ambergu. Mezi lety 1874 až 1883 změnil jedenáctkrát bydliště v rámci města Mnichova a roku 1890 se stal mnichovským měšťanem. Z pracovních důvodů se mezi lety 1882 a 1901 často zdržoval v zahraničí.

## Dílo

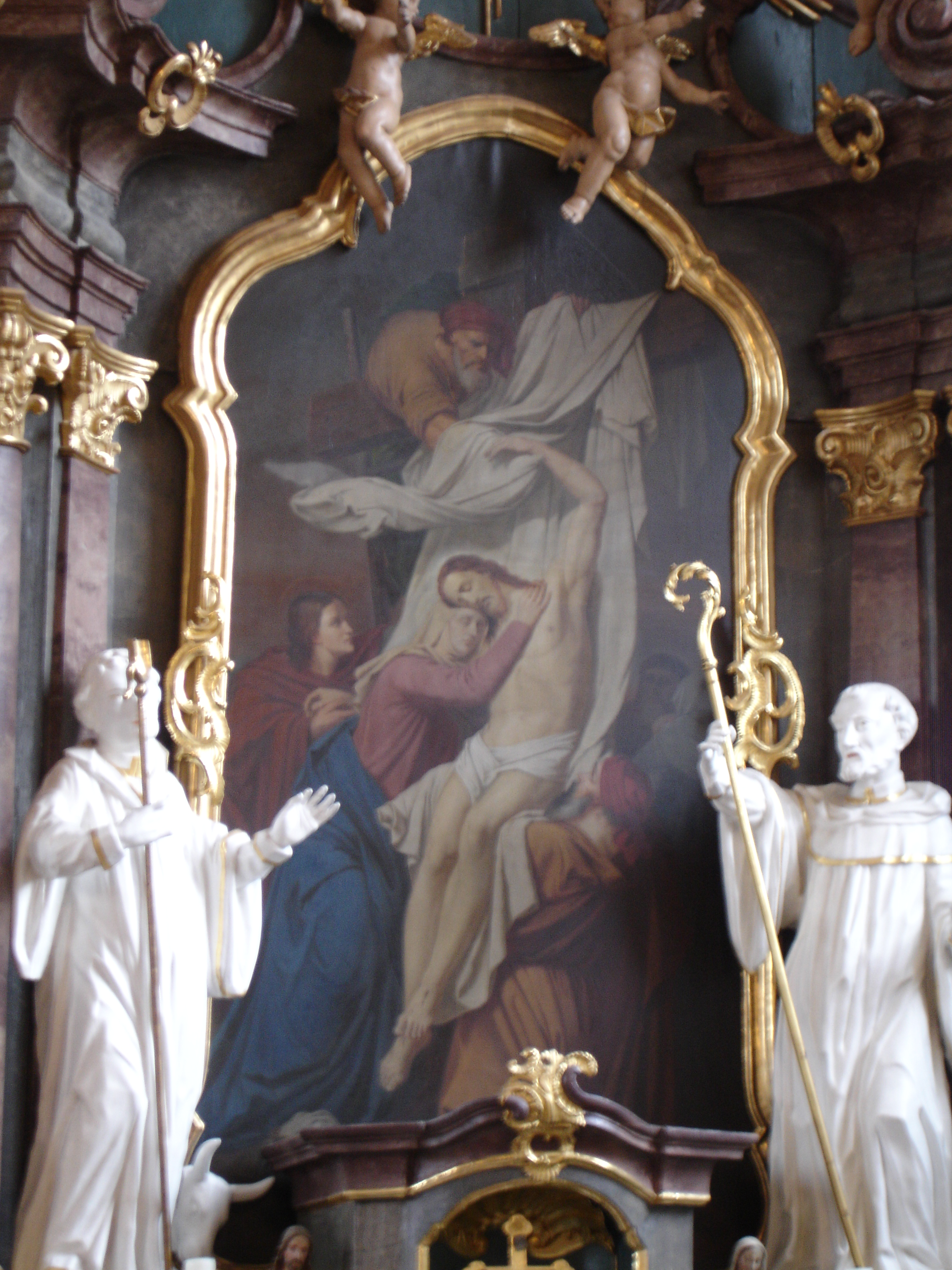
Boční oltář v löffelsterzském kostele, 1900

Většinu z dosud poznaných prací Franze Krombacha tvoří ztvárnění křížových cest. K znázornění mnoha svých děl používal jako předlohu cyklus křížové cesty od rakouského malíře Johanna Evangelisty Kleina (1823–1883). Jako předloha pro ukřižování a uložení Ježíše Krista do hrobu a pro řadu oltářních obrazů mu posloužily malby starých mistrů, především Matthiase Grünewalda, Albrechta Dürera (1471–1528), Anthonise van Dycka (1599–1641) nebo Petera Paula Rubense (1577–1640).
Práce Franze Krombacha se nacházejí zejména na jihu Německa a ve francouzském Alsasku, ale také ve Švýcarsku, Belgii, Dánsku či Chorvatsku. Jeho poslední známou prací jsou zastavení křížové cesty v poutním kostele Panny Marie Vítězné v Greßhausenu z roku 1908.
Známé malby Franze Krombacha
- 1880 – křížová cesta, farní kostel svatého Mauricia, Billafingen v Německu
- 1880 – křížová cesta, filiální kostel svaté Kateřiny, Hardt v Německu
- 1881 – křížová cesta, kostel svatého Jana Křtitele, Neheim-Hüsten v Německu
- 1882 – křížová cesta, kostel svatého Oldřicha, Kriegsheim ve Francii
- 1884 – křížová cesta, farní kostel svatého Petra a Pavla, Helmsdorf v Německu
- 1885 – křížová cesta, farní kostel svatého Šebestiána, Reupelsdorf v Německu
- 1886 – křížová cesta, dřívější klášterní kostel svaté Afry, Maidbronn v Německu
- 1887 – křížová cesta, farní kostel svaté Vereny, Risch ve Švýcarsku
- 1887 – křížová cesta, kostel svatého Matěje, Dürler v Belgii
- 1888 – křížová cesta, farní kostel svatého Jindřicha a svaté Markéty, Schollbrunn v Německu
- 1889 – křížová cesta, farní kostel svatého Arbogasta, Lampertheim ve Francii
- 1889 – křížová cesta, farní kostel svatého Jakuba, Riedseltz ve Francii
- 1889 – křížová cesta, kaple Panny Marie Sedmibolestné, Koestlach ve Francii
- 1890 – křížová cesta, kaple svatého Kříže, Winnweiler v Německu
- 1890 – křížová cesta, kostel svatého Martina, Jindřichovice v Česku
- 1890? – křížová cesta, kostel Povýšení svatého Kříže, Grussenheim ve Francii
- 1891 – vánoční oltářní obraz, kostel Navštívení Panny Marie, Lobendava v Česku
- 1891 – křížová cesta, farní kostel nebo kaple, Molva v Chorvatsku
- 1892 – křížová cesta a další obraz, Růžencový kostel (Rosenkranskirken), Kodaň v Dánsku (zničený roku 1945)
- 1894 – křížová cesta, farní kostel svatého Štěpána, Mittelbergheim ve Francii
- 1900 – tři oltářní obrazy, farní kostel svatého Jiljí, Löffelsterz v Německu
- 1901 – křížová cesta, farní kostel svatého Mauricia, Nordstetten v Německu
- 1908 – křížová cesta, poutní kostel Panny Marie Vítězné, Greßhausen v Německu